# Josep Sabaté i Calderó
Josep Sabaté Calderó (Roses, 25 d'abril de 1884 – Badalona, 29 de desembre de 1926) va ser polític i arqueòleg, alcalde de Roses entre 1914 i 1918.
La seva família era d'origen tortosí, establerta a Roses, i es dedicava al comerç de la sal, explotant les salines del Salatar. Josep Sabaté estudià Dret a la Universitat de Barcelona; un cop titulat, entrà de funcionari a l'Ajuntament de Badalona que, durant la dictadura de Primo de Rivera, tingué d'alcalde un oncle seu, Pere Sabaté i Curto.
Va ser elegit alcalde de Roses en les eleccions municipals del 13 de novembre de 1913 i ocupà l'alcaldia des de l'1 de gener de 1914 fins al mateix dia del 1918. També va ser nomenat, el 7 de setembre de 1914, vocal de la Junta d'Inspecció, Vigilància i Administració de les Obres de la Presó de Figueres. Dos anys més tard, el 8 de febrer del 1920, es tornà a presentar candidat a alcalde de Roses, formant part d'un grup de ciutadans rosincs vinculats molt o poc a la Lliga Regionalista; guanyà les eleccions, i ocupà l'alcaldia entre l'1 d'abril de 1920 i l'1 d'abril de 1922. Posteriorment, encara exercí un temps de regidor cinquè, fins al 3 de setembre de 1923.
Sabaté compaginà les seves ocupacions professionals amb l'afició de l'arqueologia. Fruit dels seus esforços fou la descoberta del dolmen del turó de l'Home, un megàlit situat al sud-oest del serrat de la Torre del Sastre. També promogué excavacions en el mateix nucli de Roses, en l'any 1916.
Va morir el 29 de desembre de 1926 en una delicada operació quirúrgica a la Clínica Fargas quan ocupava el càrrec de Cap de la Secció d'Hisenda de l'Ajuntament de Badalona.
L'Ajuntament de Roses acordà el juny de 1931 de dedicar-li un carrer. I el respecte que despertava la seva figura va fer que no se'n canviés el nom en les oscil·lacions polítiques de la resta del segle xx. L'octubre de 2017 el mateix ajuntament va aprovar la modificació del nom del seu carrer per Josep Sabaté Calderó, canviant Sabater per Sabaté, respectant així la grafia original del seu cognom.